# XSQL
XSQL verbindet die durch XML gebotenen Möglichkeiten einer universellen Datenbeschreibung mit den Möglichkeiten von SQL, um Abfragen relationaler Datenbanken und deren Ergebnisse unabhängig von der jeweiligen Programmiersprache und des verwendeten Datenbanksystems weiterverarbeiten zu können.
Mit der Implementierung von XSQL beschäftigt sich zum einen das gleichnamige SourceForge-Projekt, zum anderen stellt der Oracle Application Server eine Reihe von Systemprogrammen bereit, um XML mit PL/SQL oder Java bearbeiten zu können.

## xsql.sourceforge
Das SourceForge-Projekt xsql.sourceforge.net spezifiziert die Implementierung von XSQL durch eine DTD. Es ist allerdings geplant, zu einem späteren Zeitpunkt ein XML-Schema zu verwenden. Zum parsen der XSQL-Dateien und den Zugriff auf deren Elemente wird ein baum- und ereignis-basiertes API verwendet. XSQL wird durch Änderungen am Perl-Modul XML::Generator::DBI realisiert. Diese Änderungen werden durch den Modul-Maintainer eingepflegt. XSQL ist somit auf jeder Hardware-Plattform verfügbar, auf der Perl eingesetzt werden kann. Bei genügend Interesse können auch andere Programmiersprachen unterstützt werden.

## Oracle Application Server
Der Oracle Application Server der Firma Oracle benutzt XSQL-Pages, um XML-Daten zu speichern, diese bei Bedarf mit XSLT zu transformieren und darzustellen. Zur Anwendungsentwicklung mit bspw. JDeveloper müssen die jeweiligen XML-Parser für Java oder PL/SQL installiert sein. Die benötigten Klassen sind im ORACLE's XML Developer Kit (XDK) aktueller Revision enthalten.